# قرن عدن (مدينة المحويت)

تعديل مصدري - تعديل

قرن عدن هي إحدى قرى عزلة المحويت بمديرية مدينة المحويت التابعة لمحافظة المحويت، بلغ تعداد سكانها 318 نسمة حسب تعداد اليمن لعام 2004.